# Sten Leijonhufvud (1826–1908)
Sten Erik Gabriel Leijonhufvud, född 24 maj 1826 i Björkviks socken, Södermanlands län, död 27 september 1908 på Almnäs i Kärnbo församling, Södermanlands län, var en svensk friherre, militär och politiker. Han tillhörde ätten Leijonhufvud.

## Biografi
Leijonhufvud avlade studentexamen 1845, blev officer vid Svea Lifgarde året därpå, major där 1868 och överstelöjtnant vid Södermanlands regemente 1872. Han tog avsked från sistnämnda syssla 1879. Han var ledamot av riksdagens första kammare 1888–1894 och dessutom under många år ledamot i Södermanlands läns landsting, vars ordförande han var år 1900.